# Saison 2015-2016 de l'AC Milan
Maillots
Chronologie
Saison précédente Saison suivante
La saison 2015-2016 de l'AC Milan est la 82e saison du club en première division italienne.

Toujours en quête de renouveau, l'AC Milan a nommé Siniša Mihajlović à la tête de l'équipe première après les deux anciens du club : Clarence Seedorf durant la saison 2013-2014, et Filippo Inzaghi durant la saison 2014-2015. L'entraîneur serbe sort de deux saisons vierges avec l'Unione Calcio Sampdoria (douzième et septième du championnat). Dans le même temps, le club subit un gros changement administratif puisque c'est durant cette saison que les négociations avec le milliardaire thaïlandais Bee Taechaubol ont considérablement avancé. Quelques semaines avant le début de la saison, il a été annoncé qu'il détiendra 48 % des fonds du club milanais dans les mois à venir.

## Pré-saison et mi-saison
| Type               | Date             | Lieu      | Adversaire         | Score             | Buteurs                                                              |
| ------------------ | ---------------- | --------- | ------------------ | ----------------- | -------------------------------------------------------------------- |
| Match amical       | 10 juillet 2015  | Domicile  | ASD Alcione        | 5-1               | De Jong ( 20e (pen.)), Poli ( 30e), Cerci ( 45e), Niang ( 51e, 61e)  |
| Match amical       | 14 juillet 2015  | Domicile  | AC Legnano         | 5-1               | Poli ( 39e), Alex ( 41e), Mastour ( 42e), Honda ( 64e), Verdi ( 73e) |
| Match amical       | 18 juillet 2015  | Extérieur | Olympique lyonnais | 2-1               | Poli ( 75e)                                                          |
| ICC                | 25 juillet 2015  | Domicile  | Inter Milan        | 1-0               | Mexès ( 62e)                                                         |
| ICC                | 30 juillet 2015  | Extérieur | Real Madrid        | 0-0 (10-9 t.a.b.) | —                                                                    |
| Audi Cup           | 4 août 2015      | Extérieur | Bayern Munich      | 3-0               | —                                                                    |
| Audi Cup           | 5 août 2015      | Extérieur | Tottenham Hotspur  | 2-0               | —                                                                    |
| Trophée TIM        | 12 août 2015     | Domicile  | Inter Milan        | 2-1               | Bertolacci ( 4e), Bacca ( 22e)                                       |
| Trophée TIM        | 12 août 2015     | Extérieur | US Sassuolo        | 1-1 (3-4 t.a.b.)  | Nocerino ( 45+3e)                                                    |
| Match amical       | 3 septembre 2015 | Extérieur | Mantoue FC         | 2-3               | Balotelli, ( 3e), Poli ( 37e), Adriano ( 63e (pen.)                  |
| Match amical       | 7 octobre 2015   | Extérieur | AC Monza           | 0-3               | Adriano ( 23e), Nocerino ( 28e), Cerci ( 41e)                        |
| Trophée Berlusconi | 21 octobre 2015  | Domicile  | Inter Milan        | 0-1               | —                                                                    |
| Match amical       | 24 novembre 2015 | Extérieur | FC Bari            | 0-1               | Tonucci ( 12e (csc)                                                  |
| Match amical       | 24 novembre 2015 | Domicile  | Inter Milan        | 1-0               | Poli ( 14e)                                                          |

## Compétitions

### Championnat

#### Classement
Le classement est établi sur le barème de points classique (victoire à 3 points, match nul à 1, défaite à 0).
Pour départager les égalités, on tient d'abord compte des points en confrontations directes, puis de la différence de buts en confrontations directes, puis de la différence de buts générale, puis du nombre de buts marqués et enfin du nombre de point de Fair-Play.
| Rang | Équipe             | Pts | J  | G  | N  | P  | Bp | Bc | Diff |
| ---- | ------------------ | --- | -- | -- | -- | -- | -- | -- | ---- |
| 1    | Juventus FC T S C  | 91  | 38 | 29 | 4  | 5  | 75 | 20 | +55  |
| 2    | SSC Naples         | 82  | 38 | 25 | 7  | 6  | 80 | 32 | +48  |
| 3    | AS Roma            | 80  | 38 | 23 | 11 | 4  | 83 | 41 | +42  |
| 4    | Inter Milan        | 67  | 38 | 20 | 7  | 11 | 50 | 38 | +12  |
| 5    | Fiorentina         | 64  | 38 | 18 | 10 | 10 | 60 | 42 | +18  |
| 6    | Sassuolo           | 61  | 38 | 16 | 13 | 9  | 49 | 40 | +9   |
| 7    | AC Milan           | 57  | 38 | 15 | 12 | 11 | 49 | 43 | +6   |
| 8    | Lazio Rome         | 54  | 38 | 15 | 9  | 14 | 52 | 52 | 0    |
| 9    | Chievo Vérone      | 50  | 38 | 13 | 11 | 14 | 43 | 45 | -2   |
| 10   | Genoa              | 46  | 38 | 13 | 7  | 18 | 45 | 48 | -3   |
| 11   | Empoli             | 46  | 38 | 12 | 10 | 16 | 40 | 49 | -9   |
| 12   | Torino             | 45  | 38 | 12 | 9  | 17 | 52 | 55 | -3   |
| 13   | Atalanta Bergame   | 45  | 38 | 11 | 12 | 15 | 41 | 47 | -6   |
| 14   | Bologne FC P       | 42  | 38 | 11 | 9  | 18 | 33 | 45 | -12  |
| 15   | Sampdoria de Gênes | 40  | 38 | 10 | 10 | 18 | 48 | 61 | -13  |
| 16   | Palerme            | 39  | 38 | 10 | 9  | 19 | 38 | 65 | -27  |
| 17   | Udinese            | 39  | 38 | 10 | 9  | 19 | 35 | 60 | -25  |
| 18   | Carpi FC P         | 38  | 38 | 9  | 11 | 18 | 37 | 57 | -20  |
| 19   | Frosinone Calcio P | 31  | 38 | 8  | 7  | 23 | 35 | 76 | -41  |
| 20   | Hellas Vérone      | 28  | 38 | 5  | 13 | 20 | 34 | 63 | -29  |

Qualifications européennes
Ligue des champions 2016-2017
- 1er et 2e : phase de groupes
- 3e : tour de barrages pour non-champions

Ligue Europa 2016-2017
- 4e : phase de groupes
- 5e : 3e tour de qualification

Relégation
- 18e 19e et 20e : relégation en Serie B

Abréviations
- T : Tenant du titre
- C : Vainqueur de la Coppa Italia 2015-2016
- S : Vainqueur de la Supercoupe d'Italie 2015
- P : Promus de Serie B 2014-2015

#### Résultats
| Journée | Date              | Lieu      | Adversaire       | Score | Buteurs milanais                                              |
| ------- | ----------------- | --------- | ---------------- | ----- | ------------------------------------------------------------- |
| 1re     | 23 août 2015      | Extérieur | ACF Fiorentina   | 2-0   | —                                                             |
| 2e      | 29 août 2015      | Domicile  | Empoli FC        | 2-1   | Bacca ( 16e), Adriano ( 69e)                                  |
| 3e      | 13 septembre 2015 | Extérieur | Inter Milan      | 1-0   | —                                                             |
| 4e      | 20 septembre 2015 | Domicile  | US Palerme       | 3-2   | Bacca ( 21e, 75e), Bonaventura ( 40e)                         |
| 5e      | 22 septembre 2015 | Extérieur | Udinese Calcio   | 2-3   | Balotelli ( 5e), Bonaventura ( 11e), Zapata ( 45+1e)          |
| 6e      | 27 septembre 2015 | Extérieur | Genoa CFC        | 1-0   | —                                                             |
| 7e      | 4 octobre 2015    | Domicile  | SSC Naples       | 0-4   | —                                                             |
| 8e      | 18 octobre 2015   | Extérieur | Torino FC        | 1-1   | Bacca ( 63e)                                                  |
| 9e      | 25 octobre 2015   | Domicile  | US Sassuolo      | 2-1   | Bacca ( 31e (pen.)), Adriano ( 86e)                           |
| 10e     | 28 octobre 2015   | Domicile  | Chiévo Vérone    | 1-0   | Antonelli ( 53e)                                              |
| 11e     | 1er novembre 2015 | Extérieur | SS Lazio         | 1-3   | Bertolacci ( 25e), Mexès ( 53e), Bacca ( 79e)                 |
| 12e     | 7 novembre 2015   | Domicile  | Atalanta Bergame | 0-0   | —                                                             |
| 13e     | 21 novembre 2015  | Extérieur | Juventus FC      | 1-0   | —                                                             |
| 14e     | 28 novembre 2015  | Domicile  | UC Sampdoria     | 4-1   | Bonaventura ( 16e), Niang ( 38e (pen.), 49e), Adriano ( 79e)  |
| 15e     | 6 décembre 2015   | Extérieur | Carpi FC         | 0-0   | —                                                             |
| 16e     | 13 décembre 2015  | Domicile  | Hellas Vérone    | 1-1   | Bacca ( 52e)                                                  |
| 17e     | 20 décembre 2015  | Extérieur | Frosinone        | 2-4   | Abate ( 50e), Bacca ( 55e), Alex ( 77e), Bonaventura ( 90+3e) |
| 18e     | 6 janvier 2016    | Domicile  | Bologne FC       | 0-1   | —                                                             |
| 19e     | 9 janvier 2016    | Extérieur | AS Rome          | 1-1   | Kucka ( 50e)                                                  |
| 20e     | 17 janvier 2016   | Domicile  | ACF Fiorentina   | 2-0   | Bacca ( 4e), Boateng ( 88e)                                   |
| 21e     | 23 janvier 2016   | Extérieur | Empoli FC        | 2-2   | Bacca ( 8e), Bonaventura ( 48e)                               |
| 22e     | 31 janvier 2016   | Domicile  | Inter Milan      | 3-0   | Alex ( 35e), Bacca ( 73e), Niang ( 77e)                       |
| 23e     | 3 février 2016    | Extérieur | US Palerme       | 0-2   | Bacca ( 19e), Niang ( 33e (pen.)                              |
| 24e     | 7 février 2016    | Domicile  | Udinese Calcio   | 1-1   | Niang ( 48e)                                                  |
| 25e     | 14 février 2016   | Domicile  | Genoa CFC        | 2-1   | Bacca ( 5e), Honda ( 64e)                                     |
| 26e     | 22 février 2016   | Extérieur | SSC Naples       | 1-1   | Bonaventura ( 44e)                                            |
| 27e     | 27 février 2016   | Domicile  | Torino FC        | 1-0   | Antonelli ( 45e)                                              |
| 28e     | 6 mars 2016       | Extérieur | US Sassuolo      | 2-0   | —                                                             |
| 29e     | 13 mars 2016      | Extérieur | Chiévo Vérone    | 0-0   | —                                                             |
| 30e     | 20 mars 2016      | Domicile  | SS Lazio         | 1-1   | Bacca ( 15e)                                                  |
| 31e     | 3 avril 2016      | Extérieur | Atalanta Bergame | 2-1   | Adriano ( 5e (pen.)                                           |
| 32e     | 9 avril 2016      | Domicile  | Juventus FC      | 1-2   | Alex ( 18e)                                                   |
| 33e     | 17 avril 2016     | Extérieur | UC Sampdoria     | 0-1   | Bacca ( 71e)                                                  |
| 34e     | 21 avril 2016     | Domicile  | Carpi FC         | 0-0   | —                                                             |
| 35e     | 25 avril 2016     | Extérieur | Hellas Vérone    | 2-1   | Ménez ( 21e)                                                  |
| 36e     | 1er mai 2016      | Domicile  | Frosinone        | 3-3   | Bacca ( 50e), Antonelli ( 74e), Ménez ( 90+2e (pen.)          |
| 37e     | 7 mai 2016        | Extérieur | Bologne FC       | 0-1   | Bacca ( 40e (pen.)                                            |
| 38e     | 14 mai 2016       | Domicile  | AS Rome          | 1-3   | Bacca ( 87e)                                                  |

#### Evolution du classement
| Journée  | 1  | 2  | 3  | 4 | 5 | 6  | 7  | 8  | 9  | 10 | 11 | 12 | 13 | 14 | 15 | 16 | 17 | 18 | 19 | 20 | 21 | 22 | 23 | 24 | 25 | 26 | 27 | 28 | 29 | 30 | 31 | 32 | 33 | 34 | 35 | 36 | 37 | 38 | Journées en tête |
| -------- | -- | -- | -- | - | - | -- | -- | -- | -- | -- | -- | -- | -- | -- | -- | -- | -- | -- | -- | -- | -- | -- | -- | -- | -- | -- | -- | -- | -- | -- | -- | -- | -- | -- | -- | -- | -- | -- | ---------------- |
| Rang     | 19 | 12 | 12 | 9 | 7 | 11 | 11 | 11 | 10 | 8  | 6  | 6  | 7  | 7  | 8  | 7  | 6  | 7  | 8  | 6  | 6  | 6  | 6  | 6  | 6  | 6  | 6  | 6  | 6  | 6  | 6  | 6  | 6  | 6  | 6  | 7  | 7  | 7  | 0                |
| Résultat | D  | V  | D  | V | V | D  | D  | N  | V  | V  | V  | N  | D  | V  | N  | N  | V  | D  | N  | V  | N  | V  | V  | N  | V  | N  | V  | D  | N  | N  | D  | D  | V  | N  | D  | N  | V  | D  | —                |

### Coupe d'Italie
| Tour                 | Date              | Lieu      | Adversaire         | Score    | Buteurs                                                    |
| -------------------- | ----------------- | --------- | ------------------ | -------- | ---------------------------------------------------------- |
| Troisième tour       | 17 août 2015      | Domicile  | Pérouse Calcio     | 2-0      | Honda ( 10e), Adriano ( 28e)                               |
| Quatrième tour       | 1er décembre 2015 | Domicile  | FC Crotone         | 3-1      | Adriano ( 47e), Bonaventura ( 105+1e), Niang ( 115e)       |
| Huitième de finale   | 17 décembre 2015  | Extérieur | UC Sampdoria       | 0-2      | Niang ( 50e), Bacca ( 90+3e)                               |
| Quart de finale      | 13 janvier 2016   | Domicile  | Carpi FC           | 2-1      | Bacca ( 14e, Niang ( 29e)                                  |
| Demi-finale (aller)  | 26 janvier 2016   | Extérieur | Alessandria Calcio | 0-1      | Balotelli ( 43e (pen.)                                     |
| Demi-finale (retour) | 1er mars 2016     | Domicile  | Alessandria Calcio | 5-0      | Ménez ( 20e, 39e), Romagnoli ( 24e, 80e), Balotelli ( 89e) |
| Finale               | 21 mai 2016       | Neutre    | Juventus           | 0-1 (ap) | —                                                          |

## Tableaux des transferts

### Transferts d'été
| Nom                     | Nationalité | Poste     | Transfert                        | Provenance/Destination | Division                  |
| ----------------------- | ----------- | --------- | -------------------------------- | ---------------------- | ------------------------- |
| Arrivées principales    |             |           |                                  |                        |                           |
| Carlos Bacca            | Colombie    | Attaquant | Transfert (30 millions d'euros)  | Séville FC             | Liga BBVA                 |
| Alessio Romagnoli       | Italie      | Défenseur | Transfert (25 millions d'euros)  | AS Rome                | Serie A                   |
| Andrea Bertolacci       | Italie      | Milieu    | Transfert (20 millions d'euros)  | AS Rome                | Serie A                   |
| Luiz Adriano            | Brésil      | Attaquant | Transfert (8 millions d'euros)   | Chakhtar Donetsk       | Premier-Liha              |
| Luca Antonelli          | Italie      | Défenseur | Transfert (4,5 millions d'euros) | Genoa CFC              | Serie A                   |
| Juraj Kucka             | Slovaquie   | Milieu    | Transfert (3 millions d'euros)   | Genoa CFC              | Serie A                   |
| Rodrigo Ely             | Italie      | Défenseur | Transfert (gratuit)              | US Avellino            | Serie B                   |
| José Mauri              | Italie      | Milieu    | Transfert                        | Parme FC               | Serie A                   |
| Mario Balotelli         | Italie      | Attaquant | Prêt                             | Liverpool FC           | Premier League            |
| M'Baye Niang            | France      | Attaquant | Retour de prêt                   | Genoa CFC              | Serie A                   |
| Antonio Nocerino        | Italie      | Milieu    | Retour de prêt                   | Parme FC               | Serie A                   |
| Départs principaux      |             |           |                                  |                        |                           |
| Riccardo Saponara       | Italie      | Milieu    | Transfert (4 millions d'euros)   | Empoli FC              | Serie A                   |
| Adil Rami               | France      | Défenseur | Transfert (3,5 millions d'euros) | Séville FC             | Liga BBVA                 |
| Dídac Vilà              | Espagne     | Défenseur | Transfert (gratuit)              | AEK Athènes            | Superleague Elláda        |
| Michael Essien          | Ghana       | Milieu    | Transfert (gratuit)              | Panathinaïkos          | Superleague Elláda        |
| Sulley Muntari          | Ghana       | Milieu    | Transfert (gratuit)              | Ittihad FC             | Saudi Professional League |
| Cristian Zaccardo       | Italie      | Défenseur | Transfert (gratuit)              | Carpi FC               | Serie A                   |
| Valter Birsa            | Slovénie    | Milieu    | Transfert                        | Chiévo Vérone          | Serie A                   |
| Michelangelo Albertazzi | Italie      | Défenseur | Transfert                        | Hellas Vérone          | Serie A                   |
| Stephan El Shaarawy     | Italie      | Attaquant | Prêt (2 millions d'euros)        | AS Monaco              | Ligue 1                   |
| Hachim Mastour          | Maroc       | Attaquant | Prêt (avec option d'achat)       | Málaga CF              | Liga BBVA                 |
| Gabriel                 | Brésil      | Gardien   | Prêt                             | SSC Naples             | Serie A                   |
| Gabriel Paletta         | Italie      | Défenseur | Prêt                             | Atalanta Bergame       | Serie A                   |
| Michael Agazzi          | Italie      | Gardien   | Prêt                             | Middlesbrough          | Championship              |
| Alessandro Matri        | Italie      | Attaquant | Prêt                             | SS Lazio               | Serie A                   |
| Marco van Ginkel        | Pays-Bas    | Milieu    | Retour de prêt                   | Chelsea FC             | Premier League            |
| Mattia Destro           | Italie      | Attaquant | Retour de prêt                   | AS Rome                | Serie A                   |
| Robinho                 | Brésil      | Attaquant | Fin de contrat                   | Guangzhou Evergrande   | Chinese Super League      |
| Daniele Bonera          | Italie      | Défenseur | Fin de contrat                   | Villarreal CF          | Liga BBVA                 |
| Giampaolo Pazzini       | Italie      | Attaquant | Fin de contrat                   | Hellas Vérone          | Serie A                   |

### Transferts d'hiver
| Nom                  | Nationalité | Poste     | Transfert                  | Provenance/Destination | Division            |
| -------------------- | ----------- | --------- | -------------------------- | ---------------------- | ------------------- |
| Arrivées principales |             |           |                            |                        |                     |
| Kevin-Prince Boateng | Ghana       | Milieu    | Fin de contrat             | Schalke 04             | 1. Bundesliga       |
| Départs principaux   |             |           |                            |                        |                     |
| Stephan El Shaarawy  | Italie      | Attaquant | Prêt (1,4 million d'euros) | AS Rome                | Serie A             |
| Suso                 | Espagne     | Milieu    | Prêt                       | Genoa CFC              | Serie A             |
| Alessio Cerci        | Italie      | Attaquant | Retour de prêt             | Atlético Madrid        | Liga BBVA           |
| Nigel De Jong        | Pays-Bas    | Milieu    | Résiliation du contrat     | Los Angeles Galaxy     | Major League Soccer |
| Antonio Nocerino     | Italie      | Milieu    | Résiliation du contrat     |                        |                     |